# OCS Inventory
Open Computer and Software Inventory Next Generation (OCS) es un software libre que permite a los Administradores de TI (Tecnología de Información) gestionar el inventario de sus activos de TI. OCS-NG recopila información sobre el hardware y software de equipos que hay en la red que ejecutan el programa de cliente OCS ("agente OCS de inventario"). OCS puede utilizarse para visualizar el inventario a través de una interfaz web. Además, OCS comprende la posibilidad de implementación de aplicaciones en los equipos de acuerdo a criterios de búsqueda. Además, tiene muchas opciones más como escanear la red por medio del IPDiscovery, o instalar aplicaciones remotamente creando Builds.

## Funcionamiento Interno
OCS se basa en los estándares vigentes. El diálogo entre los equipos clientes y el servidor se basa en HTTP (Hypertext Transfer Protocol) y el formato de los datos se realiza en XML.

### Servidor
El servidor de administración utiliza Apache, MySQL y Perl. OCS es multiplataforma y gracias a su simple diseño y el uso de mod_perl, el rendimiento del lado del servidor es muy bueno. Una máquina con pocos requerimientos podría realizar el inventario de miles de máquinas sin ningún tipo de problemas.
El servidor, puede ser instalado en los siguientes sistemas operativos:
- GNU/Linux (Ubuntu, Debian, Suse, RedHat, Gentoo, Knoppix, Slackware, Mandriva, Fedora y Centos),
- Windows (Vista, XP, server 2003, server 2008, 7, server 2012 R2, 8, 8.1, 10),
- Mac OS X ,
- Sun Solaris, OpenBSD, NetBSD, FreeBSD.

### Agentes
Para recoger el máximo de la información posible, hay agentes que pueden ser instalados en los equipos clientes. Estos agentes están disponibles para:
- GNU/Linux (Ubuntu, Debian, Suse, RedHat, Gentoo, Knoppix, Slackware, Mandriva, Fedora, Centos y Trustix),
- Windows (Vista, XP, server 2003, server 2008, 7, server 2012 R2, server 2016, 8, 8.1, 10),
- Mac OS X,
- Sun Solaris, OpenBSD, NetBSD, FreeBSD, IBM AIX, HP-UX,
- Android.

### Interfaz de Web
Una interfaz de web opcional escrita en PHP ofrece servicios complementarios:
- consulta del inventario
- gestión de derechos de usuario
- una interfaz de desglose servicio (o Helpdesk) para los técnicos

## OCS + GLPI
GLPi es una aplicación web de software libre distribuido bajo licencia GPL, que facilita la administración de recursos informáticos. Sus principales funcionalidades están articuladas sobre dos ejes:
El primer eje está relacionado con el inventario de todos los recursos informáticos, y el software existente (permite registrar y administrar el inventario de hardware, software y cualquier tipo de periféricos como impresoras, monitores, mouse, teclados, escáneres, webcams, discos externos, tabletas gráficas, etc.) , de una empresa o una red de computadora, cuyas características se almacenan en bases de datos de forma manual. 
El otro eje está basado la administración y los historiales de las diferentes labores de mantenimiento y procedimientos relacionados, llevados a cabo sobre esos recursos informáticos (permite registrar información de inventario, de contactos, registrar solicitudes de servicio y asignar la atención de dichas solicitudes al personal de soporte correspondiente). 
Una excelente idea es integrar GLPI y OCS, ya que juntando el HELP DESK de GLPI más la posibilidad de hacer un inventario de hardware y software totalmente actualizado y automático de OCS podemos hacer seguimiento de todo lo que se tenga inventariado y con ello conseguir estadísticas de falla, seguimiento del manejo del equipamiento de usuario, etc. Estas dos herramientas ya son capaces de trabajar en conjunto y además los equipos de desarrollo de ambos proyectos se han propuesto a corto plazo una fuerte integración de funcionalidades.

## Extensión
El Inventario de OCS puede utilizarse para alimentar el Gerente de GLPI y así ofrece una potente solución de gestión de activos de TI.

## Desarrolladores
Las cuatro personas contribuyen activamente a este proyecto son de origen francés, aunque hay otros contribuyentes ocasionales (traducción, apoyo,...)

## Licencia
OCS Inventory es un software libre que se publica bajo la GNU GPLv2. Los desarrolladores son dueños del derecho de autor. pero sin derecho a mover el dinero a otros bancos